# Emilio Jacinto
Emilio Jacinto y Dizon (15 tháng 12 năm 1875 - 16 tháng 4 năm 1899) là một nhà yêu nước người Philippines và là một nhà lãnh đạo trong cuộc Cách mạng Philippines. Ông là một trong những viên chức cao cấp nhất trong cuộc Cách mạng Philippines và là một trong những viên chức cao cấp nhất của Tổ chức Cách mạng Kataas-taasan, Kagalang-galangang Katipunan ng anak ng Bayan, hay đơn giản hơn và phổ biến hơn được gọi là Katipunan, là một thành viên của Hội đồng Tối cao. Ông được bầu làm Bộ trưởng Ngoại giao Hoa Kỳ cho Haring Bayang Katagalugan, một Chính phủ Cách mạng được thành lập trong vụ bùng nổ các cuộc xung đột. Ông được biết đến rộng rãi trong các sách giáo khoa lịch sử của Philippines như bộ não của Katipunan, trong khi một số cho rằng ông phải được thừa nhận một cách chính đáng như là "Trí óc của Cách mạng" (một tiêu đề được Apolinario Mabini - Thủ tướng đầu tiên của Đệ nhất Cộng hòa Philippines đặt). Jacinto đã tham gia kháng chiến trong Trận Pugad Lawin (hay Trận Balintawak) cùng với Andrés Bonifacio, Chủ tịch Tối cao của Katipunan, và những thành viên khác trong số các thành viên của Katipunan. Những cuộc nổi dậy này đã báo hiệu sự khởi đầu của cuộc Cách mạng Philippines chống lại Chính quyền Thực dân Tây Ban Nha ở bán đảo Philippines.

## Tiểu sử

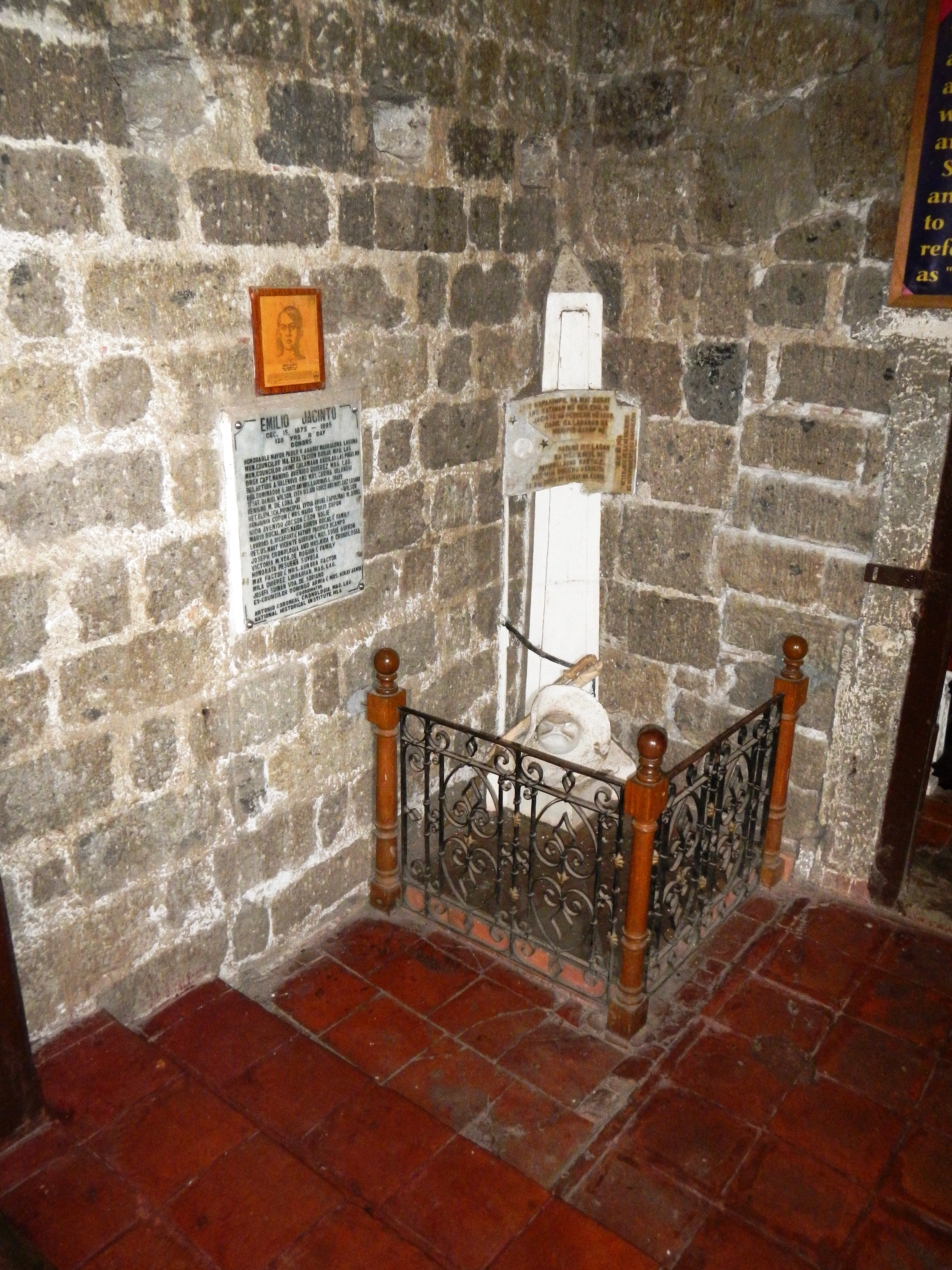
Hầm mộ cũ của Emilio Jacinto tại Nhà thờ Santa Maria Magdalena, Magdalena, Laguna

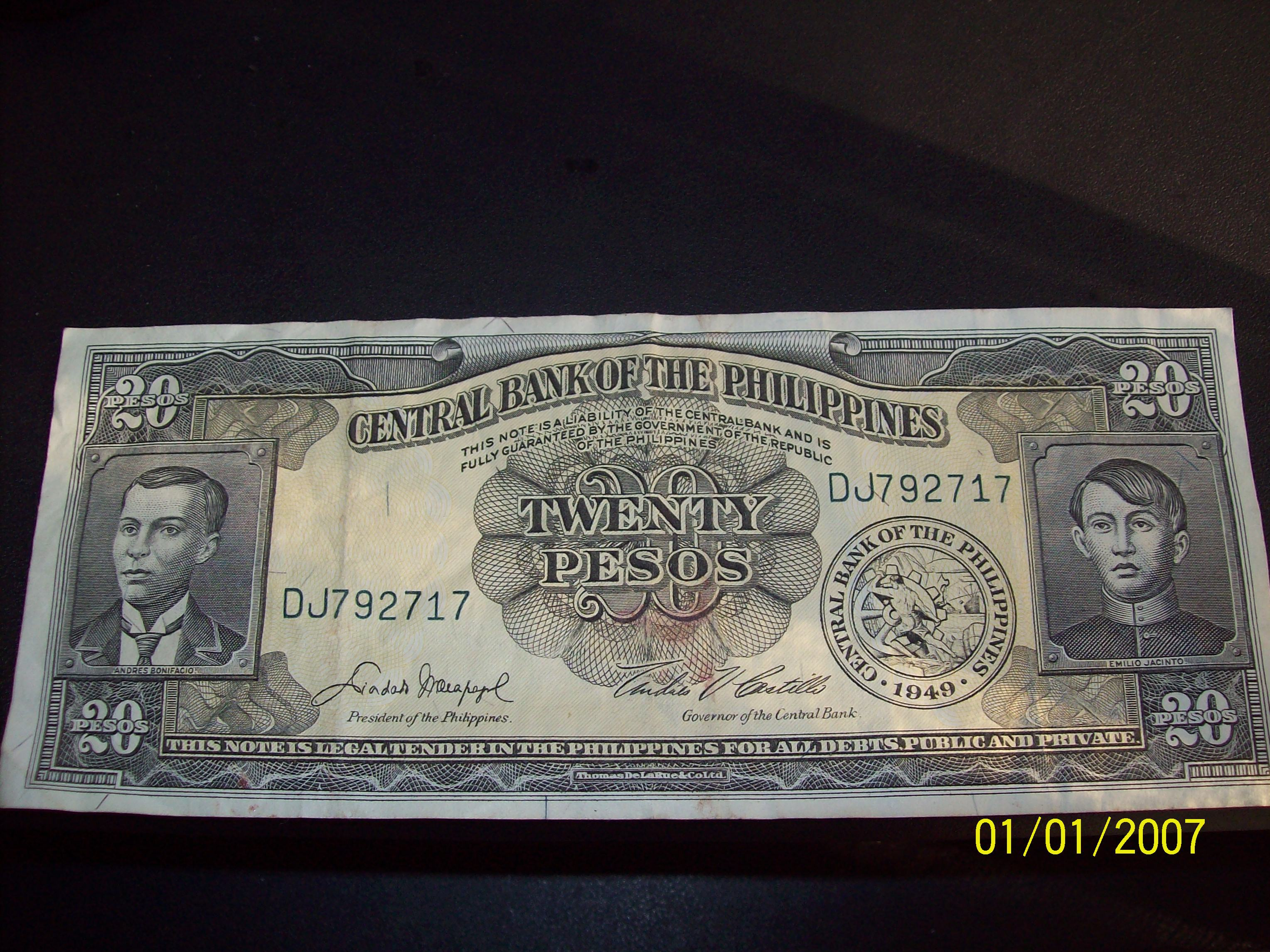
Đồng 20 Peso Philippines cũ với hình ảnh của Andrés Bonifacio (trái) và Emilio Jacinto (phải)

Emilio Jacinto sinh ra tại Tondo, Manila. Ông thành thạo cả tiếng Tây Ban Nha và tiếng Tagalog. Ông theo học tại Trường San Juan de Letran, và sau đó chuyển sang Đại học Santo Tomas để học luật. Manuel Quezon, Sergio Osmeña và Juan Sumulong là bạn cùng lớp của ông. Ông đã không học hết đại học và khi mới 19 tuổi, Jacinto đã gia nhập vào một tổ chức bí mật được gọi là Katipunan. Tổ chức này được tách ra khỏi La Liga Filipina (Liên minh Philippines) và có mục đích đấu tranh chống Thực dân Tây Ban Nha bằng con đường bạo lực cách mạng, giành độc lập cho Philippines. Ông trở thành cố vấn tài chính và làm thư ký cho Andrés Bonifacio. Ông sau này được gọi là Utak ng Katipunan (Bộ não của Katipunan). Ông và Bonifacio cũng kết bạn với Apolinario Mabini để duy trì mối quan hệ với tổ chức La Liga Filipina của José Rizal.
Jacinto cũng viết báo Kalayaan (Tự do), cơ quan ngôn luận của Katipunan. Ông đã viết báo dưới bút danh "Dimasilaw", và sử dụng bí danh "Pingkian" trong Katipunan. Jacinto cũng là tác giả của cuốn Kartilya ng Katipunan, sách hướng dẫn cho thành viên Katipunan mới vào hội.
Sau khi Andrés Bonifacio và em trai là Procopio Bonifacio bị hành hình ngày 5 tháng 10 năm 1897, Jacinto thúc đẩy cuộc đấu tranh của Katipunan. Giống như tướng Mariano Álvarez, ông đã từ chối tham gia lực lượng của tướng Emilio Aguinaldo, lãnh đạo phe Magdalo của Katipunan. Jacinto định cư tại Laguna và cũng tham gia vào lực lượng dân quân chống lại Thực dân Tây Ban Nha ở đó. Jacinto mắc bệnh sốt rét và mất ở Magdalena, Laguna, thọ 23 tuổi. Thi hài của ông được chôn cất ở Santa Cruz, Laguna, và được chuyển đến nghĩa trang Bắc Manila vài năm sau đó.
Ông đã kết hôn với Catalina de Jesus, bà đã mang thai đứa con đầu lòng của ông, Emilio Jacinto y De Jesus Jr. đúng lúc ông qua đời.

## Phim ảnh
- Được đóng bởi Smokey Manaloto trong bộ phim truyền hình Bayani (1995), trong tập "Andrés Bonifacio: KKK".
- Được đóng bởi Cris Villanueva vào năm 1996 trong bộ phim truyền hình Bayani, trong 2 tập.
- Dược đóng bởi Alvin Aragon trong MV: GMA Lupang Hinirang năm 2010
- Được đóng bởi RJ Agustin trong bộ phim truyền hình năm 2013: Katipunan.
- Được đóng bởi Joem Bascon trong bộ phim năm 2014: Bonifacio: Ang Unang Pangulo.